# Мерсбург
Мерсбург (њем. Meersburg) град је у њемачкој савезној држави Баден-Виртемберг. Једно је од 23 општинска средишта округа Бодензе. Према процјени из 2010. у граду је живјело 5.617 становника. Посједује регионалну шифру (AGS) 8435036.

## Географски и демографски подаци
Мерсбург се налази у савезној држави Баден-Виртемберг у округу Бодензе. Град се налази на надморској висини од 444 метра. Површина општине износи 12,1 km². У самом граду је, према процјени из 2010. године, живјело 5.617 становника. Просјечна густина становништва износи 465 становника/km².

## Међународна сарадња
| Мјесто       | Држава     | Врста сарадње | Од    |
| ------------ | ---------- | ------------- | ----- |
|              | Швајцарска | контакт       | 2000. |
|              | Швајцарска | контакт       | 2000. |
|              | Француска  | партнерство   | 1991. |
| Сан Ђимињано | Италија    | партнерство   | 2002. |
| Извор        |            |               |       |